# Analiza kosztów
Analiza kosztów – badanie i ocena kosztów przedsiębiorstwa, dająca pogląd na efektywność gospodarowania w jednostce gospodarczej.
Zadaniem analizy kosztów jest dostarczenie informacji o ich kształtowaniu się oraz o czynnikach oddziałujących na ich poziom, dynamikę i strukturę. Pozwala to ujawnić i zlokalizować niewykorzystane dotąd możliwości poprawy gospodarowania oraz wskazać możliwości i sposoby ich wykorzystania, by osiągnąć jak najwyższy poziom zysku z działalności gospodarczej.
Głównym źródłem analizy kosztów własnych jest rachunkowość przedsiębiorstwa, która określa tylko wielkość kosztów, nie pokazuje natomiast przyczyn ich kształtowania. Dlatego analiza korzysta jeszcze z wielu innych źródeł pozwalających ocenić przyczyny określonego kształtowania się kosztów. Wśród tych źródeł można wymienić dokumentację produkcji w przedsiębiorstwie przemysłowym i usługowym, ewidencję obrotu towarowego w handlu, ewidencję wydajności pracy, zużycia materiałowego i zapasów, sprawozdawczość z zakresu sprzedaży i inne.